# Papuacedrus papuana
Papuacedrus é um género de conífera pertencente à família Cupressaceae. A sua única espécie é P. papuana.